# Real Club Náutico de Gran Canaria
El Real Club Náutico de Gran Canaria es una sociedad privada, deportiva, cultural y recreativa de la ciudad de Las Palmas de Gran Canaria fundada en 1908. Forma parte de la Asociación Española de Clubes Náuticos, y ha ganado en tres ocasiones el Trofeo de la Asociación Española de Clubes Náuticos (2007, 2010 y 2013). Además lo han distinguido con el Premio Canarias de los deportes en 2003 y con la Medalla de Oro de Canarias en el 2000.

## Deportistas
El club ha aportado diecinueve regatistas olímpicos, de los que seis han sido medallistas de oro. 

### Oros olímpicos
- Los Ángeles 1984
  - Luis Doreste Blanco y Roberto Molina Carrasco en 470.
- Seúl 1988
  - José Luis Doreste en Finn.
- Barcelona 1992
  - Luis Doreste Blanco y Domingo José Manrique en Flying Dutchman.
  - Patricia Guerra en 470 femenino.
- Atlanta 1996
  - Fernando León Boissier en Tornado.

## Regatas
Organiza anualmente el Trofeo S.A.R. Princesa de Asturias para cruceros y ha organizado gran cantidad de competiciones de vela ligera entre las que destacan los campeonatos del mundo de las clases Snipe (1965), Optimist (2003), y 2.4mR (2008); y los campeonatos de Europa de Snipe (2008), Laser y Laser Radial (2016).

## Instalaciones
Situado en el centro de la ciudad de Las Palmas de Gran Canaria, junto a la playa de Las Alcaravaneras y a la Base Naval, cuenta con 45 000 m2 en los que se distribuyen sus instalaciones:
- Marina de 135 atraques y otros tantos de dique seco.
- Sede social.
- Piscina de 50 m
- Canchas de pádel, fútbol sala, baloncesto, fútbol 7 y frontenis.
- Gimnasio.
- Pinacoteca "Sala Néstor".